# Пайн Гуор
Пайнэ Гуор, также упоминаемый как Пайне Гнер (ок. 1780 — декабрь 1844) — военный лидер (токи) племени ранкельче, который в 1836—1844 годах командовал почти всей племенной группой ранкельче в центральную часть Аргентины. У него было несколько тысяч воинов, с которыми он вел прерывистую войну против пяти аргентинских провинций.

## Происхождение и ранние годы
Его имя означает «небесная лисица». По словам самого Пайнэ, он родился недалеко от лагуны Леувуко, на севере нынешней провинции Ла-Пампа, около 1780 года. Он был сыном вождя Гуайкиньерра или Гуайкинира, который много лет жил в Неукене, где служил по приказу лонко Пайянтура. В 1820 году он жил в центральных пампасах и входил в состав индейской армии, которая сопровождала бывшего чилийского диктатора Хосе Мигеля Карреру в его странствиях и бросила его накануне окончательного поражения и казни. Он входил в состав парламента 1826 года от фракции Эпекуэн, которая предоставила короткий период мира правительству Бернардино Ривадавии.
Пайнэ впервые появляется как независимый лидер в том же парламенте клана Эпекуэн, в котором участвовал его отец, в то время, когда Пабло Лепнопан был верховным вождем племени ранкелес, хотя они были значительно ослаблены властью, которую сумели собрать в своих руках бороано. В то время он был еще второстепенным вождем, и когда в следующем году Лепнопан исчез (неизвестно, отправился ли он в изгнание или был убит), он был зачислен в ряды великого вождя Янкетруса, который реорганизовал Ранкелес в конфедерацию племен разного происхождения, частично выходцев из центральных пампасов, с участием пуэльче и пеуэнче из Неукена.

## Продвижение и мирные переговоры
Когда губернатор провинии Буэнос-Айрес Хуан Мануэль де Росас приказал начать систематическое преследование бороано, Пайнэ попросил считать его лидером группы, находящейся в мире с правительством Буэнос-Айреса, и позволить ему оставаться в мире в Гуамини. Он отошел от эпицентра Ранкелеса, что, возможно, означает, что он больше не подчинялся Янкетрусу. А когда в 1833 году во время похода губернатора Хуана Мануэля де Росаса в пустыню Янкетрус потерпел поражение в битве при Акольярадасе, в отчетах генерала Руиса Уидобро Пайнэ не упоминается. Эта битва ознаменовала начало упадка Янкетруса, который подвергался систематическим преследованиям со стороны правительства Буэнос-Айреса. Пайнэ сохранил свое небольшое племя из ста «индейцев-копейщиков» и их семьи, поселившись в окрестностях Вейнтисинко-де-Майо под защитой полковника Дельгадо. Однако другие источники упоминают, что Пайнэ сопровождал Янкетруса во время кампании против Росаса и укрылся после поражения Лас-Акольярадаса под защитой Росаса.
Однако во время губернаторства Хуана Хосе Вьямонте пограничные войска решили не делать никаких различий, и преследованиям подверглись как вражеские бороано, так и ранкелес под руководством вождя Янкетруса, а также те, кто служил по приказу Росаса, например, бороано из Гуамини и ранкелес Пайнэ.
Затем Пайнэ и его люди переехали со своими семьями в Леувуко, находившийся более чем в 500 км, и установили контакты с правительствами провинции Кордова и провинции Сан-Луис, чтобы их не причисляли к враждебно настроенным коренным народам. Однако вскоре после этого генерал Хуан Мануэль де Росас принял на себя управление Буэнос-Айресом, взяв на себя «сумму государственной власти», включавшую управление внешними связями и отношениями с коренным населением, поэтому правительство Сан-Луиса решило не подписывать никаких договоров с коренным населением. Тем временем Росас начал новую атаку под командованием Эухенио дель Бусто и Рамона Масы из Буэнос-Айреса и Панталеона Арганьяраса из Кордовы на силы уже ослабленного и больного Янкетруса. Пайнэ решил взять ситуацию под контроль и приказал своим людям прикрывать отступление Янкетруса и его людей в направлении Леувуко и Пуатауэ, оазиса посреди полупустыни. Операция была проведена без существенных потерь. Возможно, в тот момент Янкетрус принял наиболее разумное решение и передал командование своими людьми Пайнэ.

## Вождь племени Ранкелес
К концу 1836 года, во всяком случае, Пайнэ уже был самым важным лонко (племенной лидер) среди ранкельче. Некоторые группы оставались независимыми, но со временем они также стали подчиняться Пайнэ. Янкетрус, со своей стороны, удалился в Анды, вероятно, в Неукен, где мирно скончался несколько лет спустя.
Раздраженный тем, что его настойчивые призывы к миру не были приняты, Пайнэ решил перейти в наступление. Среди людей, которых дал ему Янкетрус, было несколько офицеров-унитарианцев, среди которых выделялся Мануэль Баигоррия, женившийся на индейской женщине и служивший капитаном, командующим отрядом индейцев и беженцев. Он повел Пайнэ в провинцию Сан-Луис, где они с семьюстами индейцами-воинами опустошили и разграбили форт Лас-Пульгас и города Ренка и Сан-Хосе-дель-Морро.
В конце того же 1836 года Пайнэ и Пичун — сын Янкетруса — совершили второй набег, на этот раз на Мелинкуэ (Санта-Фе) и Фуэрте Де Ла Федерасьон — нынешний Хунин, на севере провинции Буэнос-Айрес. Но во время своего продвижения они оставили своих запасных лошадей вместе со своими семьями в укромной лагуне под защитой нескольких воинов. «Дружелюбный» вождь Льянкелен напал на это убежище, изгнал охранявшую его стражу и захватил более 1300 лошадей и весь «чернь», среди которой был и любимый сын Пайнэ, мальчик по имени Пангитрус Гуор. Заключенные были переданы губернатору Росасу, который собрал их в Сан-Мигель-дель-Монте. Он крестил Пангитруса и стал его крестным отцом, поэтому дал ему новое имя — Мариано Росас, приказал научить его читать и писать и подготовить его к работе подсобным рабочим или бригадиром на ранчо Пино, всегда под военной охраной>.
Пайнэ был в ярости из-за того, что его призывы к миру были необоснованно проигнорированы, и теперь он был еще больше возмущен действиями Росаса, который похитил его сына. Вскоре после этого, возможно, в апреле 1838 года, Янкетрус умер, и Пайнэ принял на себя полное командование ранкельче. В декабре того же года он предпринял новый набег, в котором участвовало около тысячи коренных жителей. Хотя набег был остановлен в ходе двух столкновений в Лос-Леонесе и Транкера-де-Сан-Лорето, он нанес значительный ущерб северной части Буэнос-Айреса, захватив тысячи голов скота и несколько пленников. В августе 1839 года он напал на Тапальке и Бланкагранде, где его настиг полковник Николас Гранада, что привело к гибели нескольких человек, среди которых был еще один сын Пайнэ, а среди раненых — вождь Пичун. В конце того же года они направили свои атаки на Сан-Луис, где — под влиянием Байгоррии — напали на губернатора Хосе Грегорио Кальдерона, ослабив его. Новое нападение на провинцию Сан-Луис, уже в 1840 году, закончилось отделением Баигоррии, который присоединился к унитарианцам Эуфразио Виделы.

## Мирные переговоры
Кампании против генерала Хуана Лавалье и унитарианцев Северной коалиции заставили Хуана Мануэля де Росаса изменить свою стратегию в отношении некоторых коренных народов, в частности ранкелес. 23 апреля 1840 года командующий Педро Росас-и-Бельграно — внебрачный сын Мануэля Бельграно и крестник генерала Росаса — вместе с генералом Мануэлем Корваланом встретились в Асуле с капитаном Мильякео, посланным Пайнэ, и с «дружественными» вождями Катриэлем, Кальфиао и Коллинао. Там было решено, что как только война с Францией закончится, все присутствующие подпишут мирный договор.
Пайнэ, похоже, не был убежден: он позволил Баигоррии сделать это и повел значительную часть племени ранкелес напасть на провинцию Сан-Луис, что совпало с революцией, свергнувшей Кальдерона. Однако два месяца спустя федералисты контратаковали, и унитарии снова бежали в палатки под защиту Пайнэ.
Его сын Пангитрус сбежал из поместья Росаса в 1840 году, проделав почти 800 км, чтобы добраться до Леувуко. Он оставался любимым сыном своего отца, но Ранкелес не доверяли этому индейцу, ставшему гаучо, и предпочитали называться Мариано Росасом, поэтому Пайнэ не изменил своего намерения оставить наследником своего старшего сына Кальваина.
В то время как генералы Анхель Пачеко, Мануэль Лопес и Мануэль Орибе советовали губеренатору Буэнос-Айреса Хуану Мануэлю де Росасу поддерживать хорошие отношения с Пайнэ, губернатор все еще колебался, поэтому Пайнэ снова позволил Байгоррии выполнить свой долг, и он снова атаковал провинцию Сан-Луис. Получив второй отказ, он снова укрылся в палатках, на этот раз в сопровождении братьев Фелипе и Хуана Саа. Год спустя Байгоррия, Игнасио Коликео и Пичун атаковали Пергамино, показав, что Пайнэ не в состоянии полностью их контролировать.

## Последние годы
В 1843 году Баигоррия все же смог предпринять новый набег, который достиг небольшого расстояния от Сан-Николас-де-лос-Арройос. Но полковник Висенте Гонсалес, он же Каранчо дель Монте, застал его врасплох и заставил бежать, оставив в качестве трофеев свое копье и лучшую лошадь.
Пайнэ утратил силу и авторитет, возможно, страдая от какой-то болезни или от старости. Однако он не был настолько ослаблен, чтобы его внезапная смерть в декабре 1844 года не стала неожиданностью. Ему наследовал его сын Кальваин, который ознаменовал свой приход к власти апофеотическим погребальным ритуалом, во время которого он приказал убить пять лошадей, большое количество овец и около тридцати двух женщин племени, убив их ударами боласов. Младшая жена также была убита на кургане.